# Palacio López-Dóriga
El Palacio López-Dóriga es una casa palacio situada en el número 15 del Paseo de Recoletos de Madrid (España). El edificio fue proyectado en 1872 por el arquitecto Francisco de Cubas. Es un palacio eminentemente urbano situado entre medianerías. Se encuentra adyacente al palacio del Marqués de Alcañices obra del mismo arquitecto.
El inmueble en la actualidad es propiedad de José Lladó, presidente y principal accionista de Técnicas Reunidas. Fue adquirido por 20 millones de euros en 2014 a Vía Célere.

## Historia y características
El palacio López-Dóriga fue construido en 1872 por el arquitecto Francisco de Cubas, marqués de Cubas, en el paseo de Recoletos, frente al bello palacio del Marqués de Salamanca (1846-1855). Al igual que el edificio adyacente, es un edificio entre medianerías, típica residencia palaciega de las clases altas de la sociedad del Madrid isabelino, compuesta por planta baja, planta noble y un piso superior rematado con balaustrada.
Ocupa parte de unos terrenos que fueron desde antiguo huerta y jardín contiguos al convento de San Pascual (Paseo de Recoletos, 11) y que fueron urbanizados en la segunda mitad del siglo XIX. La puerta de entrada se sitúa en un lateral para dejar espacio en la planta baja para la antigua casa de giros que regentaba Francisco López Dóriga. La puerta, adintelada y con ornamentación clásica en jambas y dintel con ristra de hojas y frutas, servía a la vez de acceso de carruajes. Las dos plantas restantes estaba destinada a dormitorios y servicio, dejando la parte que da al paseo de Recoletos para las zonas nobles. La rejería de los balcones es muy cuidada, aspecto al que el marqués de Cubas prestaba gran detalle, y cada planta presenta motivos distintos.Las pilastras que flanquean los balcones llevan, capiteles de orden corintio, en cuyo centro aparece el caduceo y el sombrero alado de Mercurio.
La decoración exterior, en cambio, es más sencilla resumiéndose a las molduras de las ventanas y a los frisos que se disponen longitudinalmente a ambos lados de los balcones del piso principal. La balaustrada también fue ornamentada con bustos pero fueron retirados por no ser del gusto de los propietarios. 
Entre diciembre de 1988 y octubre de 1990 fue rehabilitado por Rubén Moreno y Javier García-Izquierdo, con la colaboración de Florentino Moretón. La parte trasera del edificio, con una planta en forma de martillo, fue construida en 1940 y presentaba un grave estado de deterioro.